# Lac de Pannecière
Cet article fait partie d'un « bon thème » labellisé en 2010.
Pour les articles homonymes, voir Pannecière.
Le lac de Pannecière ou lac-réservoir de Pannecière-Chaumard est un lac artificiel situé dans le département de la Nièvre, en Bourgogne-Franche-Comté, dans la partie ouest de la région naturelle du Morvan. Sa superficie est de 520 hectares, pour une capacité de 82,5 Mm3. Il se trouve à la confluence de l'Yonne et de l'Houssière.
Le lac et le barrage de Pannecière ont été construits entre 1937 et 1949 pour protéger indirectement, par le biais de son affluent l'Yonne, la ville de Paris des inondations causées par la Seine, comme celle de 1910. Il est ainsi d'une part le plus ancien et le plus petit des grands lacs de Seine et d'autre part le plus grand et l'un des plus récents grands lacs du Morvan.

## Géographie

Le lac, au nord-est de la Nièvre.

Le lac de Pannecière se situe dans la haute vallée de l'Yonne, à 320 m d'altitude, dans la Nièvre, à quelques kilomètres de Château-Chinon (Ville). Il fait partie du parc naturel bourguignon du Morvan. C'est le granit de la région qui permet l'étanchéité du lac. Aussi appelé « lac de Pannecière-Chaumard sur l'Yonne », il doit son nom au hameau de Pannecière, en contrebas du barrage du lac. Il s'étend sur les communes de Chaumard, Corancy, Montigny-en-Morvan et Ouroux-en-Morvan. Partagées entre les cantons de Montsauche-les-Settons et Château-Chinon (Ville), elles regroupent 1 569 habitants.
Le lac s'étend donc sur l'Yonne qui le traverse du nord au sud, sur 7,5 km de long. En dehors de l'Yonne, l'Houssière et de nombreux ruisseaux se jettent dans le lac : le Chaz, le Coulard, l'Ensein, le Mignage, l'Oussière et le Touron. Le lac-réservoir fait partie des grands lacs de Seine, l'ensemble des lacs construits pour limiter les crues de la Seine et de ses affluents ; il est ainsi géré par l'« Institution interdépartementale des barrages-réservoirs du bassin de la Seine ». Il est également un des grands lacs du Morvan, comme les lacs de Chaumeçon et du Crescent qui permettent eux aussi de réguler indirectement les cours de l'Yonne et de la Seine.

## Hydrologie
D'une superficie de 520 hectares et d'une capacité maximale de 82,5 millions de m3, le lac-réservoir de Pannecière est le plus grand lac du Morvan. Il contrôle ainsi un bassin versant de 220 km2, en amont du barrage.

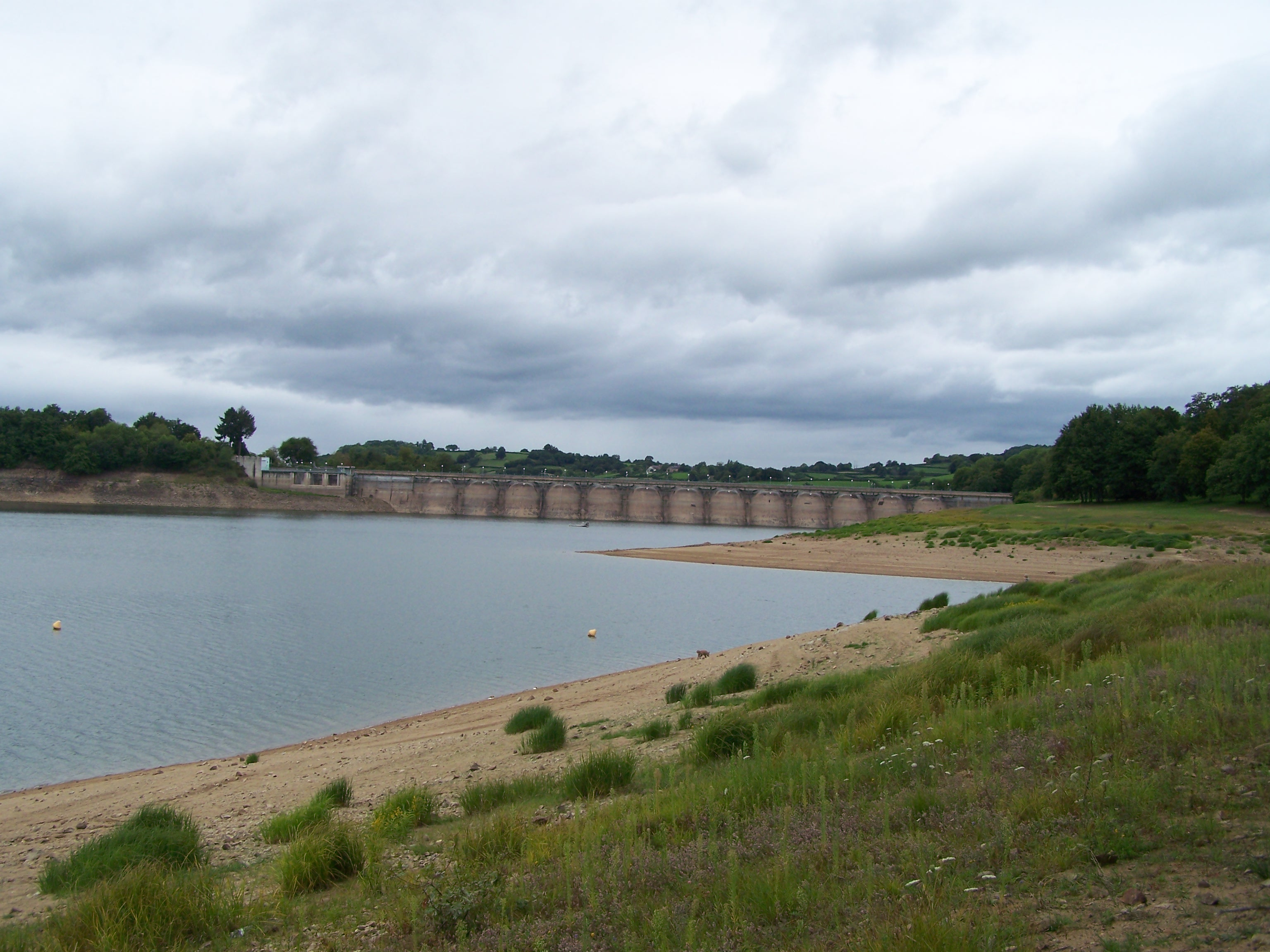
Le lac et son barrage lors d'une vidange partielle du lac.

Le niveau du lac varie en fonction des saisons : de l'hiver au printemps (généralement à partir du premier novembre), l'eau est stockée dans le réservoir afin d'éviter les crues, c'est l'« écrêtement des crues » ; en été et en automne, pour pallier le risque de sécheresse et ainsi assurer les ressources en eau potable, l'eau du lac est reversée dans l'Yonne, c'est le « soutien d'étiage ». L'amplitude du niveau des eaux du lac peut alors atteindre 25 mètres. À la fin de l'automne, il ne reste dans le lac qu'une « tranche de réserve », en cas d'étiage prolongé durant l'hiver, et une « tranche morte », un niveau d'eau indispensable à la survie des poissons présents dans le lac.
Le lac permet par ailleurs l'alimentation du canal du Nivernais, qui relie la Loire à la Seine.
| année / mois                                         | jan.       | fév.       | mar.       | avr.       | mai.       | jui.       | jui.       | aoû.       | sep.       | oct.       | nov.       | déc.       |
| ---------------------------------------------------- | ---------- | ---------- | ---------- | ---------- | ---------- | ---------- | ---------- | ---------- | ---------- | ---------- | ---------- | ---------- |
| 2006 (en millions de m³) (% de la capacité maximale) | 26,3 (32%) | 45,2 (55%) | 72,4 (88%) | 74,9 (91%) | 78,1 (95%) | 76,8 (93%) | 62,4 (76%) | 53,3 (65%) | 34,5 (42%) | 18,9 (23%) | 21,0 (25%) | 27,8 (34%) |
| 2007 (en millions de m³) (% de la capacité maximale) | 42,7 (52%) | 59,4 (72%) | 65,3 (79%) | 72,0 (87%) | 78,2 (95%) | 79,3 (96%) | 70,9 (86%) | 50,9 (62%) | 37,7 (46%) | 15,2 (18%) | 13,7 (17%) | 27,4 (33%) |
| 2008 (en millions de m³) (% de la capacité maximale) | 43,7 (53%) | 56,5 (68%) | 71,2 (86%) | 74,9 (91%) | 77,3 (94%) | 77,7 (94%) | 68,7 (83%) | 51,6 (63%) | 32,1 (39%) | 14,7 (18%) | 12,4 (15%) |            |

## Climat
Le climat morvandiau se caractérise par précipitations relativement nombreuses et importantes, notamment en raison de l'altitude. Les hivers y sont longs et plus froids qu'en plaine, les étés y sont doux. À Château-Chinon, ville la plus proche du lac, la température moyenne annuelle est inférieure de 3 °C et les précipitations 60 % plus importantes qu'à Nevers, préfecture du département.
| Mois                                       | Janv | Fév  | Mars | Avr  | Mai  | Juin | Juil | Août | Sept | Oct  | Nov | Déc | Année |
| ------------------------------------------ | ---- | ---- | ---- | ---- | ---- | ---- | ---- | ---- | ---- | ---- | --- | --- | ----- |
| Températures maximales moyennes (°C)       | 4,1  | 5,5  | 8,8  | 12,0 | 16,1 | 19,3 | 21,9 | 21,4 | 18,3 | 13,6 | 7,8 | 5,1 | 12,8  |
| Températures minimales moyennes (°C)       | -0,9 | -0,3 | 1,9  | 4,1  | 7,8  | 10,9 | 13,2 | 13,1 | 10,8 | 7,3  | 2,6 | 0,2 | 5,9   |
| Moyennes mensuelles de précipitations (mm) | 122  | 105  | 92   | 88   | 113  | 105  | 78   | 101  | 104  | 111  | 125 | 130 | 1274  |

## Le barrage

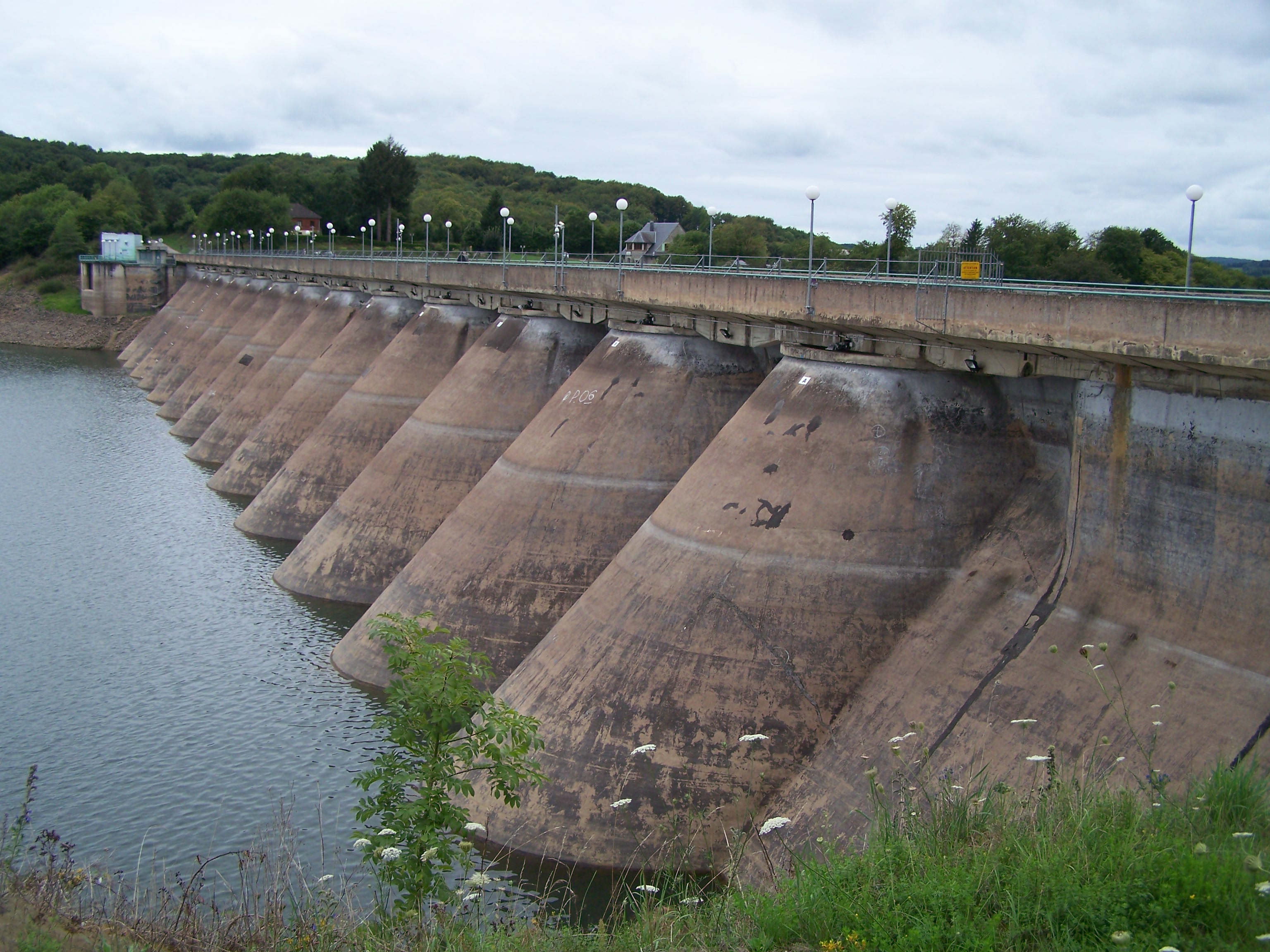
Vue en amont du barrage lors d'une vidange partielle du lac.

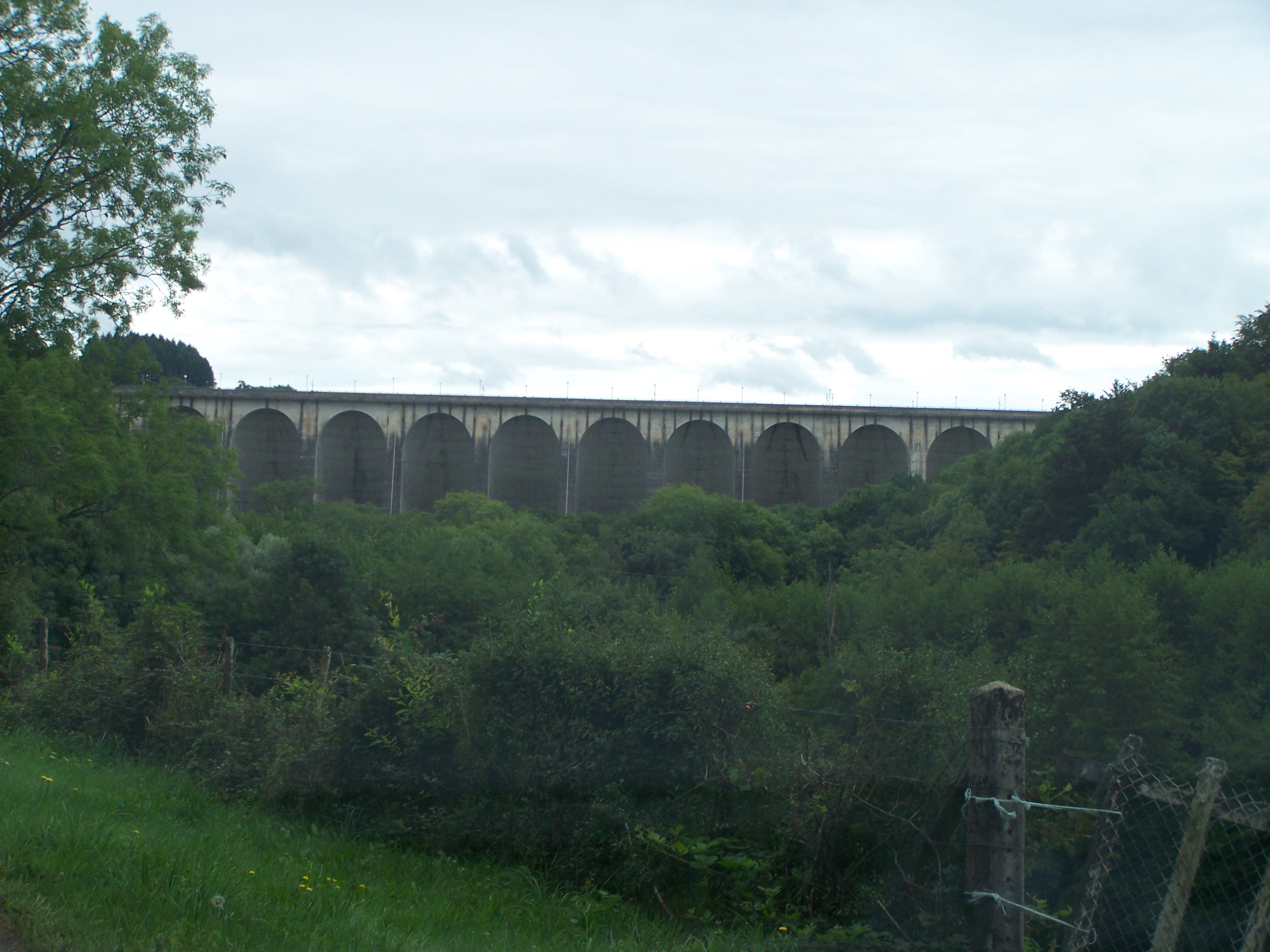
Vue en aval du barrage.

Le barrage de Pannecière est de type multivoutes, muni de 12 contreforts. Il est haut de 49 mètres et long de 352 mètres. Juste en aval du lac, un autre barrage crée un bassin de compensation de 370 000 m3 de capacité permettant de réguler les restitutions à l'Yonne. Ce second édifice est long de 220 mètres et est composé de 33 voûtes minces.

## Historique

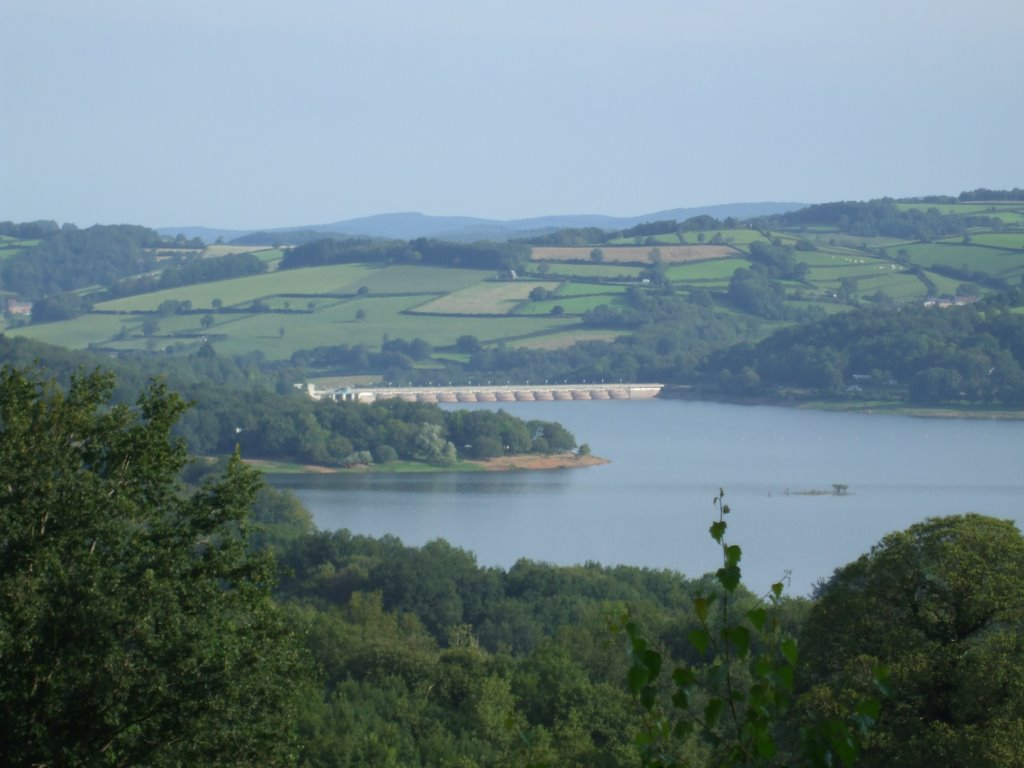
Le barrage et le lac.

La construction du barrage, lancée par l'État et le département de la Seine, a été décidée à la suite d'importantes inondations de la Seine, notamment celle de 1910. Le lac-réservoir fut déclaré d'utilité publique par un décret du 8 septembre 1929. Des travaux de maintenance ont eu lieu sur le barrage pendant environ un an, ils ont dû se terminer en automne 2012.
Le chantier débuta le 29 septembre 1937 avant de s'interrompre le 2 septembre 1939. Les travaux reprirent en mai 1946 ; ils furent achevés en décembre 1949. Lors des périodes de forte activité, jusqu'à 550 ouvriers travaillaient sur le site.
Deux hameaux furent engloutis lors de sa mise en eau du lac de barrage : « Pélus » (entièrement) et « Blaisy » (partiellement). Si l'on retourne sur les lieux de « Blaisy » ou de « Pélus » lors de la vidange partielle annuelle (ou lors de la vidange complète décennale), on remarque les traces du temps passé : des amas de pierre, l'Yonne et l'Houssière qui retrouvent leur lit et les anciens petits ponts de pierre les enjambant, les chemins qui traversaient les hameaux, etc.
Sa construction nécessita aussi la création de 16 km de routes, de 6 ponts et d'une cité ouvrière sur le site de Pannecière, puisqu'elle amena un grand nombre de travailleurs dans une région à l'époque en manque de logements.
Une usine hydroélectrique gérée par EDF a été mise en place en 1950. Cette usine profite de la chute d'eau créée par le barrage pour produire de l'électricité.

## Faune et flore

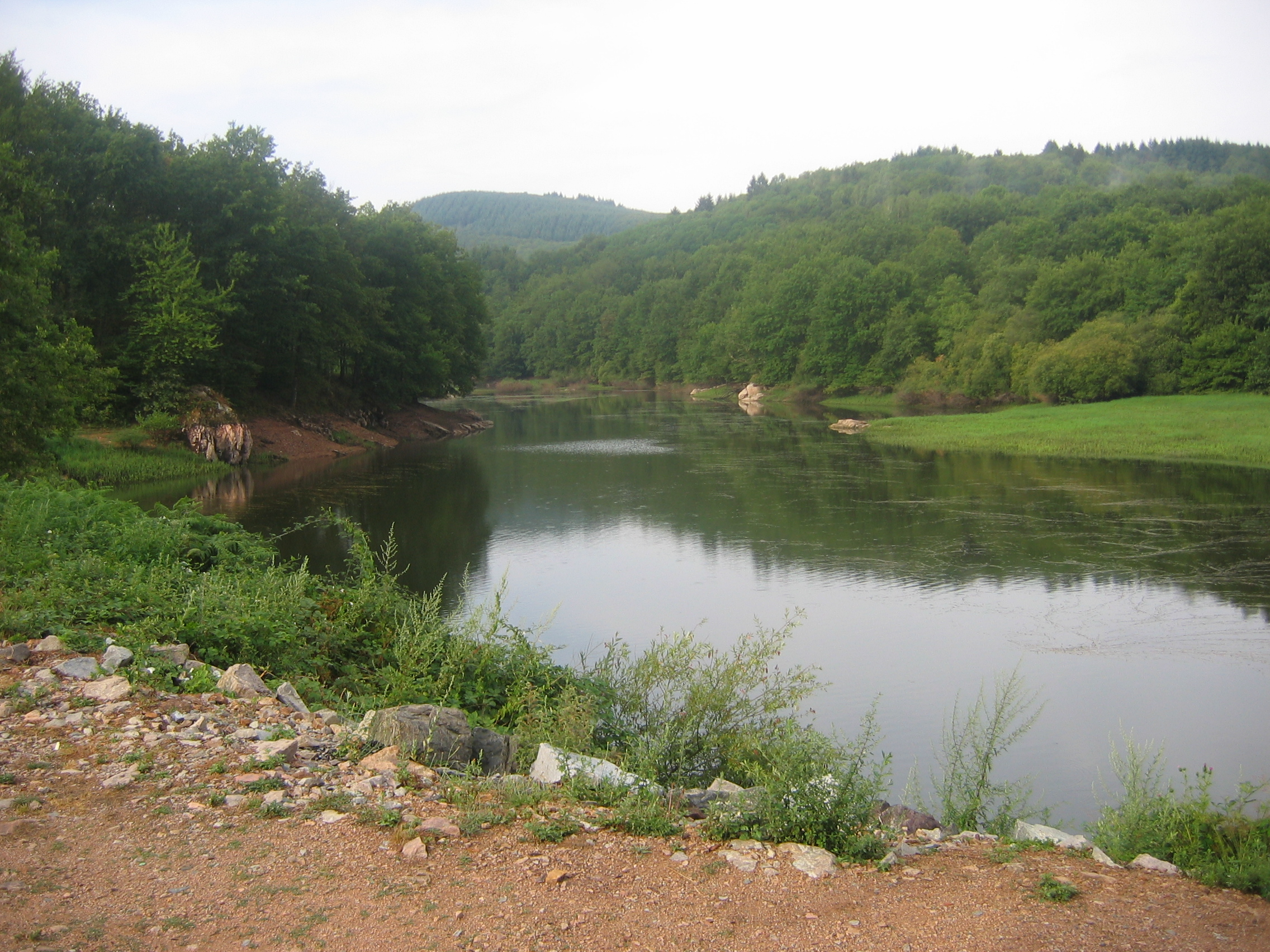
Le lac de Pannecière et la forêt.

Le lac de Pannecière est entouré par une forêt essentiellement composée de feuillus.
Juste en amont du lac, se trouve la vallée de l'Houssière ou Oussière. Elle est classée par le réseau Natura 2000 sous le nom de « Forêts de ravin de la vallée de l'Oussière en Morvan », pour ses forêts d'aulnes, frênes et saules, où l'on peut trouver des espèces protégées comme la balsamine des bois (Impatiens noli-tangere), ainsi que pour son érablière de montagne composée d'érable sycomore (Acer pseudoplatanus), d'ormes de montagne (Ulmus glabra) et de tilleuls. On y rencontre également des droseras à feuilles rondes (Drosera rotundifolia), elles aussi protégées.
Le lac de Pannecière est considéré comme le plus poissonneux du Morvan. Les poissons les plus courants sont la carpe (Cyprinus carpio), dont la forme dite « commune », et forme dite « carpe miroir », majoritaire et pesant en moyenne 9 kg. On peut également y rencontrer des salmonidés, des carnassiers et des poissons blancs. La pêche s'y pratique d'avril à octobre sur la rive droite du lac, dans les secteurs de Blaisy, Huard et Mignage sur plus de quatre kilomètres. Ces secteurs sont surtout fréquentés la nuit, même s'il le sont de plus en plus de jour. Le cheptel est constitué de poissons de tailles importantes, avec un record datant de 2003 à 26 kg pour une carpe. Pourtant, son action annulerait certaines crues indispensables à la reproduction du brochet. D'autre part, il empêcherait également la libre circulation des truites et, par conséquent, leur reproduction en aval du barrage durant l'hiver.

## Tourisme

### Infrastructures
Le lac est accessible par la route départementale 944 qui relie la ville de Château-Chinon (Ville) à Avallon, dans l'Yonne. L'aéroport le plus proche est celui de Nevers-Fourchambault.
En dehors de la pêche, les randonnées pédestres et équestres y sont praticables. On peut aussi y faire du VTT ou encore le tour du lac en calèche. Les sports de voile et la navigation y sont également acceptés ; cependant les bateaux à moteurs ne doivent pas excéder 6 chevaux. Aucune plage n'est aménagée sur ses rives mais la baignade y est tolérée sur les quelques plages sauvages que compte le lac.
Pour l'hébergement, on dénombre sur les quatre communes limitrophes du lac : quatre hôtels, trois campings, un village vacances et sept gîtes ou chambres d'hôtes.

### Aux environs

Les « grands lacs » et le GR de Pays Tour du Morvan dans le PNR du Morvan.

Le lac fait donc partie du parc naturel régional du Morvan et se trouve sur le trajet du sentier de grande randonnée de Pays Tour du Morvan, comme les autres « grands lacs » des environs : le lac de Chamboux, le lac de Chaumeçon, le lac du Crescent, le lac de Saint-Agnan et le lac des Settons, dont les tailles varient de 75 à 367 hectares.